# Штевер, Иоганн
Иоганн Штевер (нем. Johann Stever; родился в 1889 — предположительно скончался в 1945) — германский офицер сухопутных войск вермахта во время Второй мировой войны, ранее служил в армии Германской империи во время Первой мировой войны. В 1940 году командовал 4-й танковой дивизией, далее возглавил 336-й пехотной дивизией, а затем был командиром военного округа в оккупированной части СССР. В 1941 году ему было присвоено звание генерал-лейтенанта, ушел в отставку с военной службы в 1944 году. В 1945 году был взят в плен РККА на территории Германии, с тех пор числится пропавшим без вести.

## Биография
Родился в Берлине в 1889 году, в 1908 году вступил добровольцем в Прусскую армию в звании фанен-юнкера. После окончания Первой мировой войны служил в рейхсвере. В 1938 году занял должность начальника штаба XV моторизованного корпуса вермахта. В апреле 1940 года в звании генерал-майора стал командиром 4-й танковой дивизии и принял участие в Голландской операции. Участвовал во Французской кампании и Дюнкеркской операции, а затем воевал на западе Франции. в конце июля 1940 года, после завершения французской кампании, был снят с должности командира дивизии.
В декабре 1940 года Иоганн Штевер был назначен командиром 336-й пехотной дивизией, которая была размещена в Западной Европе: сначала в Бельгии в мае 1941 года, а затем в Гавре во Франции. В апреле 1942 года дивизия была размещена в Бретани , но к тому времени Иоганн Штевер покинул дивизию из-за плохого состояния здоровья. В июне 1942 года был повышен в звании до генерал-лейтенанта .
В середине 1942 года, после выздоровления, Иоганн Штевер был назначен на оккупированный сектор СССР в качестве командира «Oberfeldkommandantur 399» (командование военного района). Тем не менее, к 1943 году, из-за проблем со здоровьем, вернулся в Германию и в следующем году уволился с военной службы. В 1945 году РККА продвинулись на территорию Германии и Иоганн Штевер был взят в плен, предположительно скончался, так как нет никаких достоверных сведений о его дальнейшей судьбе.